# イミロア天文学センター

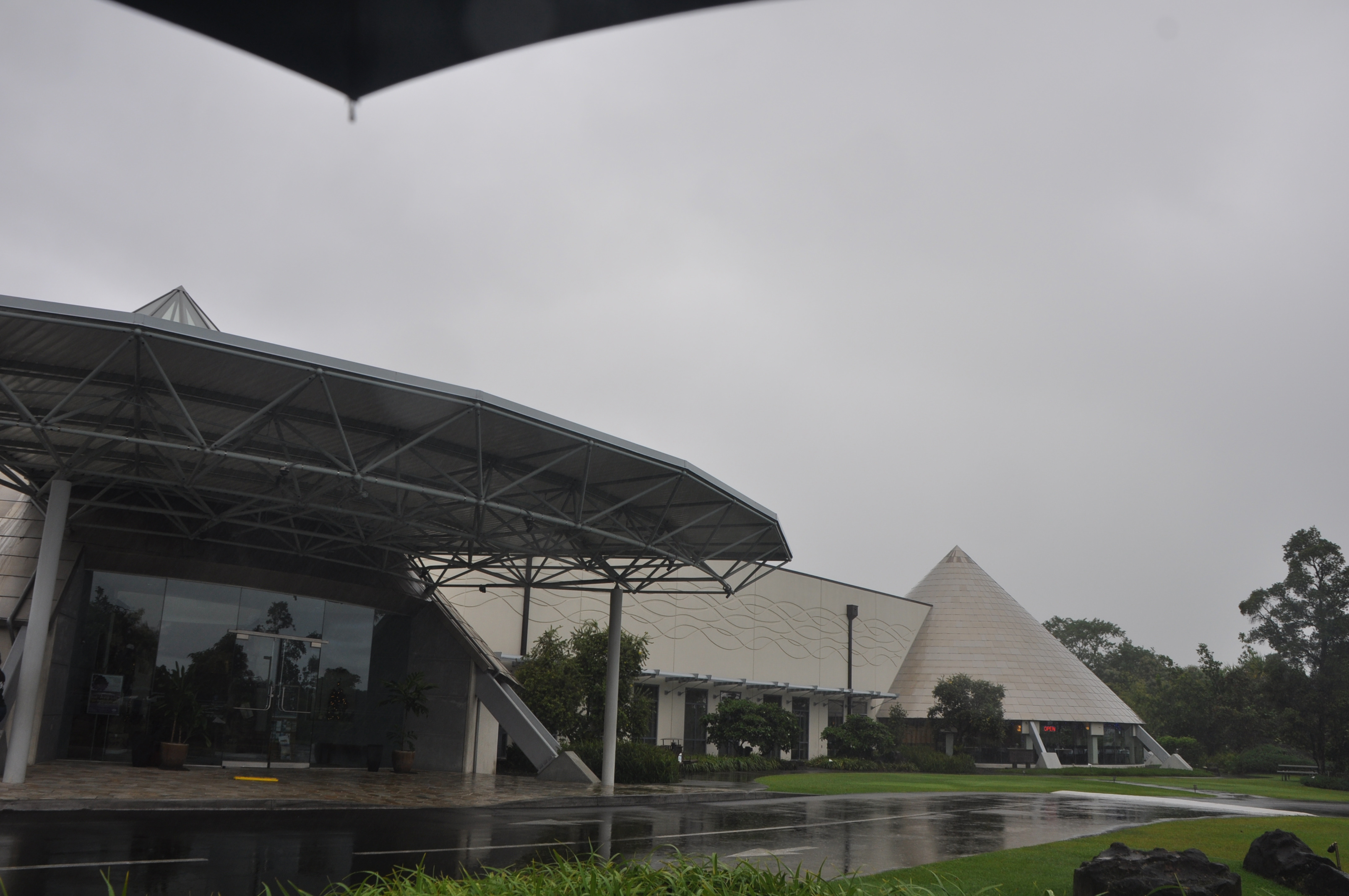
イミロア天文学センターは雨の日も沢山の活動が可能。

イミロア天文学センター（イミロアてんもんがくセンター、英語: ʻImiloa Astronomy Center）はアメリカ合衆国ハワイ州ハワイ島のヒロ地区にあり、天文学の展示・教育施設である。ハワイ大学ヒロ校に付属していて、プラネタリウムも併設しており、また近くのマウナケア天文台群にも関係している 。「イミロア」はハワイ語で「探検者」、「探求」という意味である。